# The Land of Rape and Honey
Albums de Ministry
Twitch
(1986) The Mind is a Terrible Thing to Taste
(1989)
Singles
1. Stigmata
Sortie : 1988

The Land of Rape and Honey est le troisième album studio du groupe Ministry. Il est sorti le 11 octobre 1988 sur le label Sire Records. Il est le premier album du groupe avec Paul Barker en provenance du groupe punk rock originaire de Seattle The Blackouts.

## Historique
Cet album a été enregistré aux Chicago Trax Studios et a été enregistré et produit par Al Jourgensen (sous le pseudonyme de Hypo Luxa) et Paul Barker (sous le pseudonyme de Hermes Pan). Seul le titre Abortive, datant des sessions de l'album précédent, a été enregistré en 1985 à Londres dans les studios Southern et a été produit par Adrian Sherwood (sous le pseudonyme de Eddie Echo).
Avec cet opus, le groupe gagne en brutalité ce qu'il perd en termes de mélodie. Si cet album est souvent considéré comme le manifeste du metal industriel, la musique quant à elle, lorgne davantage vers une sorte de punk industriel primaire. Les sonorités EBM restent cependant omniprésentes, mais bien plus agressives et martiales que celles de Twitch, plus disparate, qui pouvait aussi bien évoquer la musique industrielle que le funk sur certains morceaux. Les samples de films sont également un peu plus présents.
Il se classa à la 164e place du Billboard 200 et sera certifié disque d'or par la RIAA en 1996.

## Liste des titres
- Tous les titres sont signés par Al Jourgensen et Paul Barker sauf indication.

1. Stigmata (en) - 5:45
2. The Missing - 2:55
3. Deity - 3:24
4. Golden Dawn - 5:42
5. Destruction - 3:30
6. Hizbollah - 4:00
7. The Land of Rape and Honey - 5:12
8. You Know What You Are - 4:45
9. I Prefer - 2:17
10. Flashback - 4:50
11. Abortive (Al Jourgensen) - 4:23

- Les titres 6 et 9 ne figurent pas sur la version vinyle de l'album[2].

## Musiciens
Ministry
- Al Jourgensen : chant (titres 1 à 3 et 7 à 10), guitare, programmation
- Paul Barker : basse, claviers, programmation

Musiciens additionnels
- William Rieflin : claviers, guitare, programmation, chœurs
- Chris Connelly : chant sur You Know What You Are, chœurs

## Chart et certification
Chart album
| Pays       | Durée du classement | Meilleur classement |
| ---------- | ------------------- | ------------------- |
| États-Unis | 4 semaines          | 164e                |

Certification
| Pays       | Certification | Ventes    | Date            |
| ---------- | ------------- | --------- | --------------- |
| États-Unis | Or            | 500 000 + | 18 janvier 1996 |